# Габријел Сантос
Габријел Силва Сантос (порт. Gabriel Silva Santos; Порто Фереира, 4. мај 1996) бразилски је пливач чија специјалност је пливање спринтерских трка слободним стилом.
Међународни деби имао је у августу 2014. на Светском јуниорском првенству у Дубаију где је пливао у штафети 4×100 слободно која је у финалу заузела 5. место. Такође је био део бразилског олимпијског тима на ЛОИ 2016. у Рију где је поново пливао у штафети 4×100 слободно која је заузела укупно 5. место у финалу.
Највећи успех у каријери постигао је на светском првенству у Будимпешти 2017. где је као члан штафете на 4×100 слободно, у којој су пливали још и Сезар Сјело, Бруно Фратус и Марсело Шјеригини освојио сребрну медаљу, што је уједно био и најбољи резултат Бразилаца у историји ове дисциплине. Бразилски тим је у финалној трци испливао време од 3:10,34 минута што је уједно био и нови јужноамерички рекорд, а сам Сантос је своју деоницу испливао за 48,30 секунди. У трци на 100 слободно био је 14. са временом од 48,72 секунди.